# Embodiment of Scarlet Devil
Touhou Koumakyou ~ the Embodiment of Scarlet Devil. (東方紅魔郷　～ the Embodiment of Scarlet Devil. Tōhō Kōmakyō?, tdl. «Las Tierras Orientales del Diablo Escarlata ~ la Encarnación del Diablo Escarlata») es un videojuego danmaku de desplazamiento vertical y el sexto juego oficial de la serie Touhou Project. Es el primero en ser lanzado específicamente para Microsoft Windows y el primer juego desarrollado por Team Shanghai Alice. Todos los juegos anteriores a Embodiment of Scarlet Devil fueron hechos para la serie de ordenadores PC-98 siendo lanzados por Amusement Makers.

## Jugabilidad
Embodiment of Scarlet Devil, también abreviado como EoSD y simplificado como Touhou 06 o Th06, es un videojuego danmaku de desplazamiento vertical que cuenta con dos personajes jugables a elegir, cada una con dos tipos de ataque diferentes. Reimu Hakurei cubre una amplia área de la pantalla con ataques más débiles, mientras que Marisa Kirisame se basa en su gran velocidad y mayor poder para compensar su rango de ataque más fino. Las bombas («Spell Cards») también muestran diferentes comportamientos y daños dependiendo del tipo elegido.
Algunas características importantes que Embodiment of Scarlet Devil introduce sobre su predecesor Mystic Square es una función de recolección automática de elementos que permite al jugador recoger todos los ítems de puntos o poder moviéndose a la parte superior de la pantalla; y un sistema de contra-bomba, que permite al jugador negar una bomba de una enemiga presionando el botón de la bomba inmediatamente después del contacto con los proyectiles enemigos. Además, este juego es el primero dentro de la serie de Touhou en caracterizar las Spell Cards (cartas de hechizos). Cada Spell Card es un patrón de balas particular con un nombre específico. Si se derrota a una enemiga sin utilizar una spell card ni perder una vida, se puede obtener un bono de puntos.

## Argumento
En el verano de la temporada 118, ocurrió un incidente llamado «el incidente de la niebla escarlata» (紅霧異変). Gensokyo se encontró completamente cubierto por una densa capa de niebla escarlata, y como el sol estaba obstruido, el verano se tornó frío y sombrío. Reimu Hakurei, una miko del santuario Hakurei, sentía que era su deber como miko encontrar la causa de este clima antinatural. Marisa Kirisame, una maga vestida de negro, esperaba que la persona responsable de la niebla tuviera algunos artículos interesantes para recolectar.

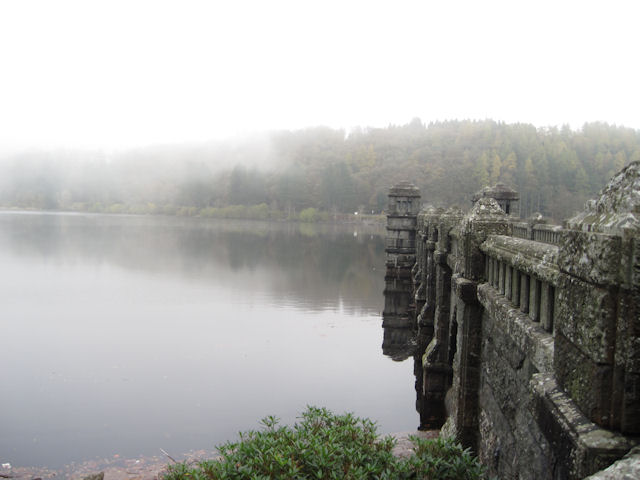
Representación del Lago de Niebla. Muchas hadas habitan en este gran lago.

Las heroínas encuentran que el origen de la niebla proviene de la Mansión del Diablo Escarlata (紅魔館) en medio del Lago de la Niebla (霧の湖), donde sus residentes intentan impedir que las intrusas lleguen frente a la señora de la mansión. La fuente de la niebla es revelada en el encuentro con la jefa final Remilia Scarlet, una vampiro. Remilia revela que la niebla escarlata fue creada para bloquear el sol y así sentirse cómoda durante el día (porque los vampiros son débiles contra la luz del sol). Después de una batalla feroz, Remilia es derrotada y las cosas vuelven a una relativa normalidad en Gensokyo.

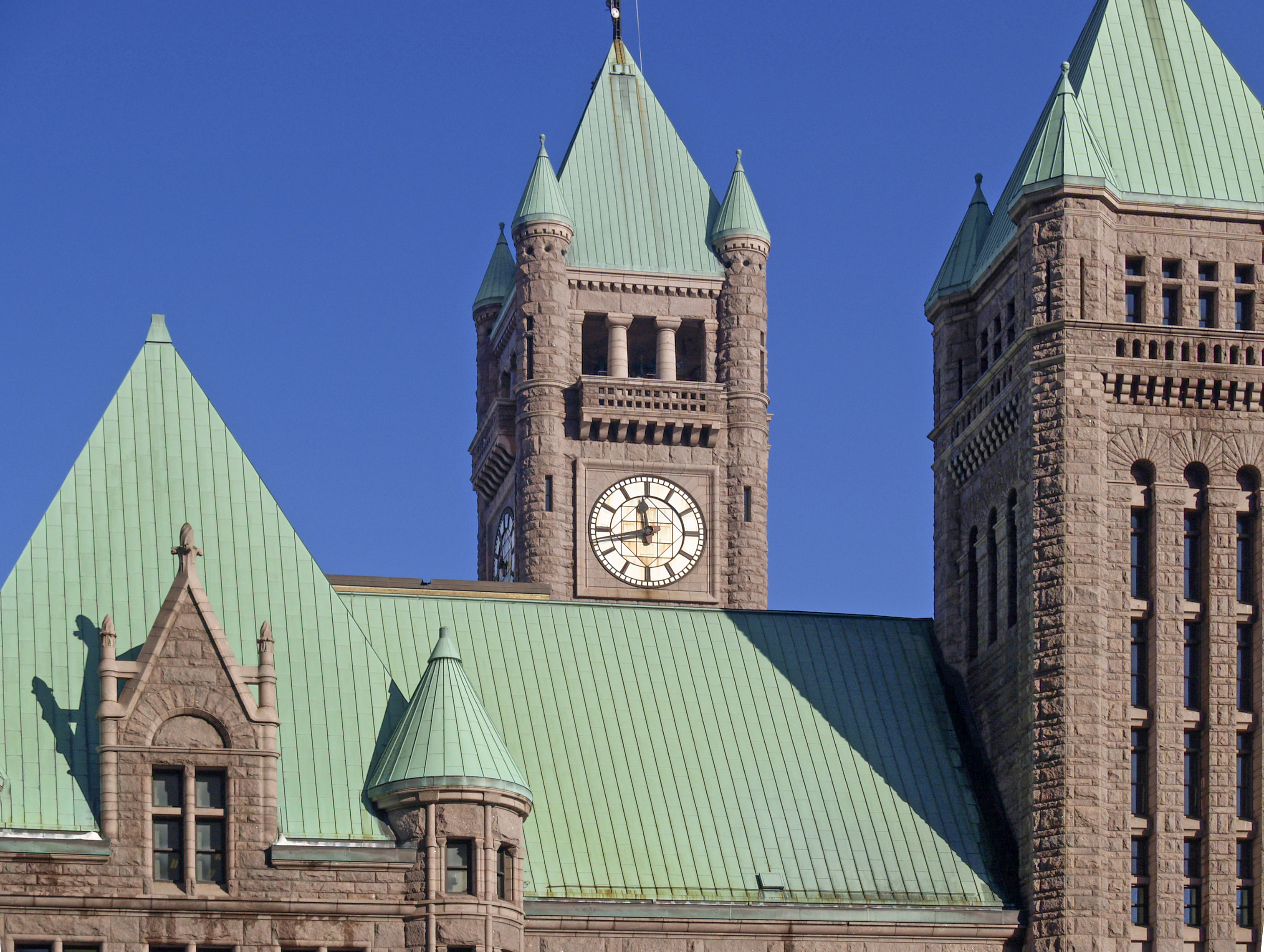
Representación de la Mansión Scarlet Devil, propiedad de Remilia, quien vive junto a su hermana Flandre y sus empleadas. La mansión escasea de ventanas para que a su dueña vampiresa no le afecte el sol.

En el nivel extra, las protagonistas regresan a la Mansión del Diablo Escarlata durante la ausencia de Remilia, encontrando el sitio entero en un caos. La hermana menor de Remilia, Flandre Scarlet, estaba a solas, mientras que la hechicera de la biblioteca, Patchouli Knowledge, trataba de impedir que ella escapara. Al encontrarse con las protagonistas después de 495 años de estar encerrada en el sótano, Flandre les pide que jueguen con ella, dando comienzo a una batalla infernal.

### Escenario
La Mansión del Diablo Escarlata, que aparece desde el nivel 3 en adelante, así como en el nivel extra, es una mansión occidental ubicada en la parte inferior de la Montaña Yōkai en una calzada del Lago de la Niebla. Es completamente de color escarlata, y el camino que conduce a la misma es también totalmente escarlata. Tiene una torre con un reloj que suena solo a las 12 en punto de la medianoche. La dueña de esta mansión es la jefa final Remilia Scarlet, pero desde que ella era una niña, la jefa de la limpieza y jefa del nivel 5, Sakuya Izayoi, se encuentra a cargo del lugar. Hong Meiling es la portera y jefe del nivel 3, quien intercepta a las hadas que vienen del lago. La jefa extra Flandre Scarlet también se encuentra dentro de la mansión, así como un gran número de hadas que se comportan como enemigos regulares en cada nivel. Sakuya manipula el espacio interior y hace que aparente ser más grande.

### Personajes
Personajes jugadores:

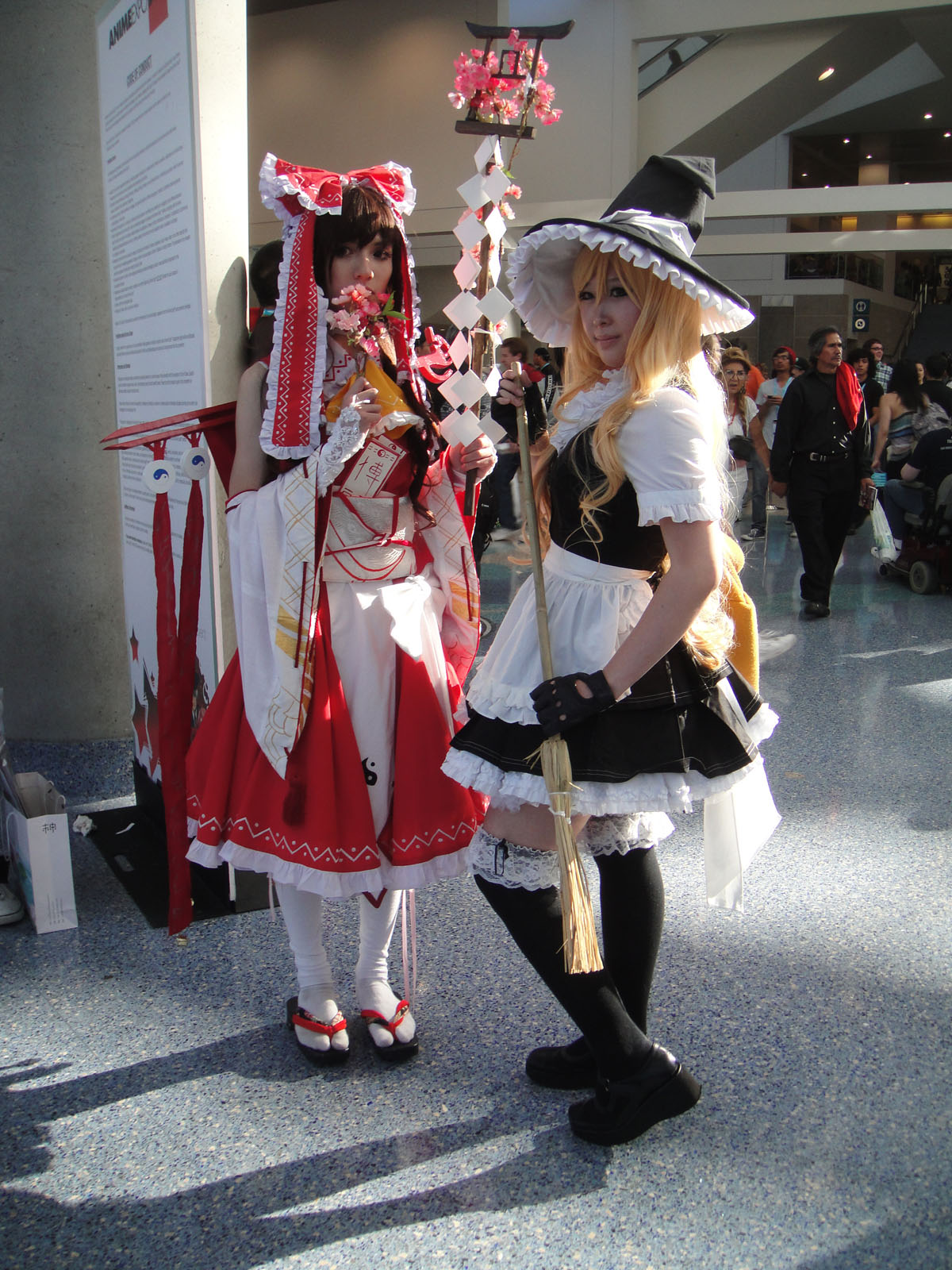
Cosplays de Reimu Hakurei y Marisa Kirisame.

- Reimu Hakurei - La miko del santuario Hakurei. Sus dos modos de ataque en este juego son el disparo de «amuletos teledirigidos» con la bomba de «sello de fantasía», y el disparo de «aguijones de persuasión» con la bomba de «círculo sellador de maldad».
- Marisa Kirisame - Una maga ordinaria. Sus dos modos de ataque en este juego son el disparo de «misiles mágicos» con la bomba de «polvo estelar de ensueño», y el disparo de «láseres de ilusión» con la bomba de «destello maestro».

Jefes:

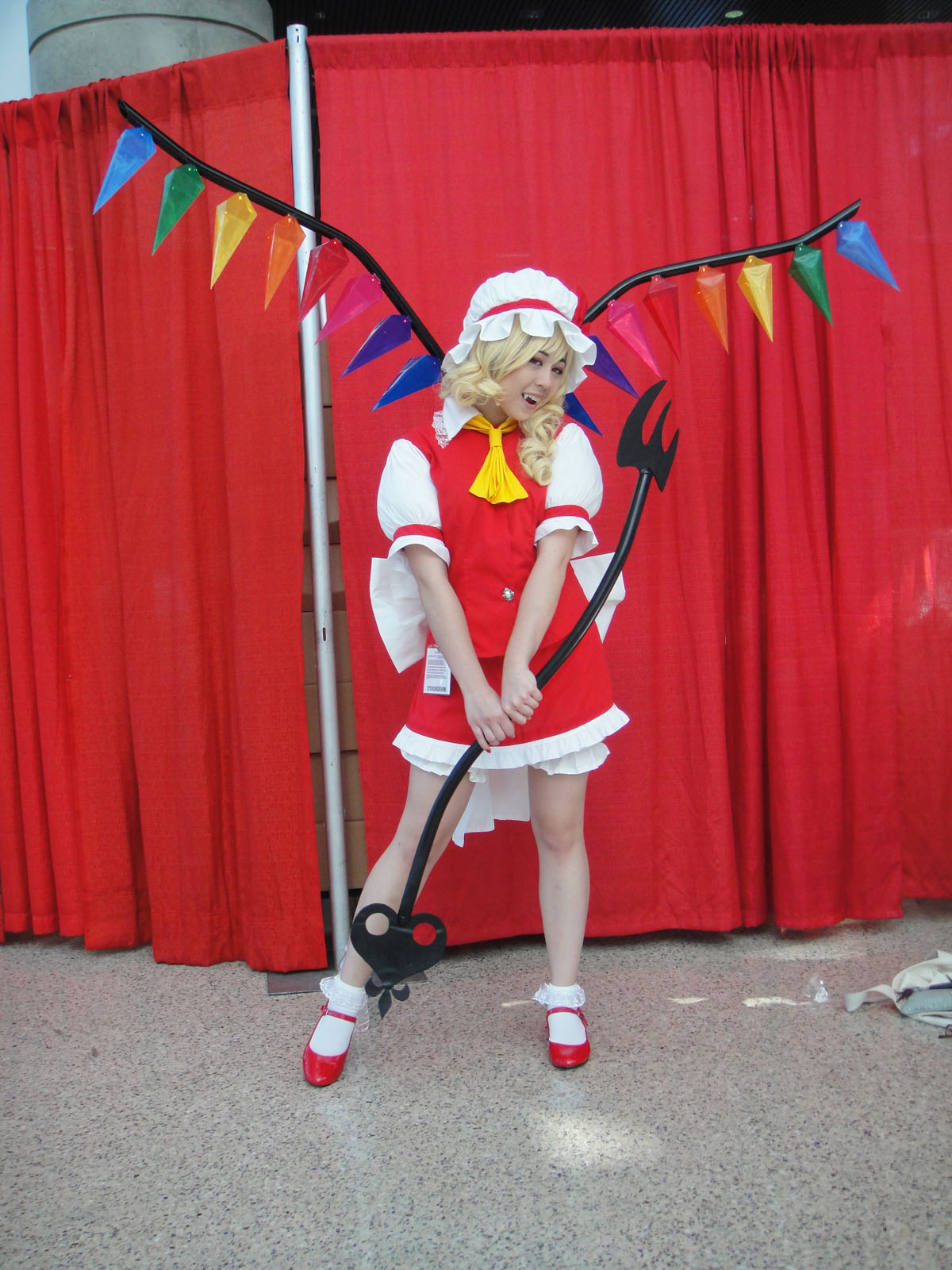
Cosplay de Flandre Scarlet.

- Rumia (ルーミア Rūmia?) — Subjefe y jefe principal del primer nivel. Ella es una yōkai que tiene la apariencia física de una niña. Tiene el pelo rubio, los ojos rojos, lleva ropa negra, y su cabello está sujetado por una cinta roja. Esta cinta es una ofuda, y Rumia no puede tocarla. Su habilidad es crear una esfera de la noche alrededor de ella, pero como impide su propia visión significativamente, no es útil en combate. Ella pasa generalmente sus días revoloteando sin rumbo.
- Daiyousei (大妖精 Daiyōsei?) — Subjefe del segundo nivel. Un personaje casi intrascendente que no recibió ningún papel en el juego; los fanáticos la nombraron «Daiyousei» (tdl. «Gran Hada»). ZUN más tarde la atribuyó como brillante, juguetona y llena de expresiones. A veces aparece en los dōjinshi junto con Cirno.[10]
- Cirno (チルノ Chiruno?) — Jefe del segundo nivel que ataca con carámbanos. Lidera a las hadas del Lago de Niebla, pero no es muy brillante. Su hobby es congelar ranas y verlas revivir a medida que se deshielan, pero tiende a romperlas por accidente. Ella irradia aire frío durante todo el año, y puede permanecer despierta incluso en primavera y verano.[10]
- Hong Meiling (紅 美鈴 Hon Meirin?) — Subjefe y jefe principal del tercer nivel. Es una yōkai con vestimenta tradicional china, actuando como guardia de la puerta de la mansión Scarlet Devil. Ella es conocida por ser una yōkai que practica artes marciales, siendo generalmente amistosa con los humanos. Ella es referida a menudo como «Chūgoku» (中国?) (que significa China) por los fanáticos japoneses.
- Koakuma (小悪魔?) — Subjefe del cuarto nivel. Al igual que Daiyousei, no recibió ningún papel como personaje en el juego y fue nombrada Koakuma (tdl. «Pequeña Demonio») por los fanáticos. ZUN más tarde la describió como «caprichosa, disfruta de bromas, y no piensa antes de hacer».[10] También añadió que mientras que los demonios son poderosos como vampiros y magos, Koakuma es un poco débil, por lo tanto, ella es una «Koakuma».[10]
- Patchouli Knowledge (パチュリー・ノーレッジ Pachurī Nōrejji?) — Jefe del cuarto nivel y subjefe del nivel extra. Una erudita que es amiga de Remilia Scarlet, encerrándose en la biblioteca de la mansión de Remilia y convirtiéndose en la bibliotecaria de facto. Ella tiene el mando sobre los siete elementos y es en teoría una maga extremadamente poderosa. Sin embargo, su constitución física es muy pobre y sufre de anemia a menudo, lo cual le impide recitar sus hechizos. Tiene una relación tenue con Marisa, que tiende a llevarse sus libros sin permiso.

- Sakuya Izayoi (十六夜 咲夜 Izayoi Sakuya?) — Subjefe y jefe principal del quinto nivel, y subjefe del sexto. Es la sirvienta líder de la mansión Scarlet Devil, y se encuentra armada con cuchillos que es capaz de lanzar además de poder establecer un control sobre tiempo. Sakuya es la única humana que vive en la mansión.[10] Ella no nació en Gensokyo, y el nombre de «Sakuya Izayoi» le fue otorgado por Remilia Scarlet.[11] En Perfect Memento in Strict Sense, Akyuu intuyó que ella podría haber sido originalmente una cazadora de vampiros. Mientras tanto, ella se muestra totalmente dedicada a su señora Remilia.
- Remilia Scarlet (レミリア・スカーレット Remiria Sukāretto?) — Jefe final. Ama de la mansión Scarlet Devil. Es una vampiro que controla el destino, pero es débil contra el sol y la lluvia. Ella afirma ser descendiente de Drácula, aunque realmente no lo es. Es conocida como «El Diablo Escarlata» debido a que cuando se alimenta, la sangre de sus víctimas mancha su vestido de color rojo. Aparte de sus desagradables necesidades, ella no es lo suficientemente maliciosa como para merecer tal título, solo pueril, aunque tiene más de quinientos años. A pesar de ser un vampiro conlleva normalmente una vida solitaria, ella tiene una buena relación con sus muchas empleadas (incluyendo Sakuya y Meiling). Reimu es uno de los pocos seres humanos que la tolera, y Remilia parece muy aficionada a ella a su vez. Marisa también se lleva bien con ella a cambio de que le proporcione acceso a su biblioteca. Ella prefiere luchar cuerpo a cuerpo en una batalla danmaku, pero cuando recurre a esto último, le gustan las balas redondas de color rojo y los cuchillos.
- Flandre Scarlet (フランドール・スカーレット Furandōru Sukāretto?) — Jefe del nivel extra. La hermana pequeña de Remilia, que ha estado encerrada en el sótano de la mansión durante 495 años debido a sus poderes destructivos. A pesar de esto, quiere a su hermana y no suele tratar de escapar. La mayoría de los vampiros se contienen un poco al luchar contra los humanos ya que planean mantenerlos vivos para alimentarse de ellos más tarde, pero como Flandre siempre fue alimentada con platos preparados, no sabe que su comida proviene de seres humanos. Por este motivo, al luchar contra ellos no duda y los incinera sin pensarlo.[10]

## Desarrollo
En los cuatro años transcurridos desde Mystic Square, la anterior entrega de Touhou, ZUN se apartó de Amusement Makers y estableció su propio círculo dōjin llamado «Team Shanghai Alice», con él mismo como único miembro declarado. Como EoSD sería el primer lanzamiento de Team Shanghai Alice y el primer juego hecho para un público bajo la plataforma Windows, ZUN sentía que el juego tendría que dejar una impresión. Es por eso que EoSD tiene un tema occidental, a diferencia de los anteriores juegos de Touhou Project cuyo tema es totalmente oriental.
El sistema de Spell Cards, que aparece en todos los juegos Touhou a partir de EoSD, fue creado por ZUN en 1999 mientras trabajaba en Seihou Project, y tenía la intención de ser un medio para identificar patrones de bala con nombres, así como añadir más profundidad a sus personajes. ZUN dijo además que EoSD mismo fue creado con el propósito de introducir este sistema.
Con EoSD es también la primera vez que ZUN debió programar una aplicación para Windows desde cero. Como estaba más instruido en APIs y DirectX, pero estaba relativamente poco familiarizado con el nivel de aplicación, se dedicó mucho tiempo a crear bibliotecas y herramientas para EoSD. Como resultado, quedó poco tiempo para mejorar la presentación del juego, y ZUN resolvió que debía mejorar el siguiente juego en ese sentido.